# Armagh (distrikt)
Armagh (iriska: Ard Mhacha) var ett distrikt i grevskapet Armagh i Nordirland. Distriktet omfattade själva staden Armagh och samhällen runt omkring.
I samband med en distriktsreform i Nordirland 1 april 2015 slogs distrikten Armagh, Banbridge och Craigavon samman till distriktet Armagh, Banbridge and Craigavon, som 24 februari 2016 bytte namn till Armagh City, Banbridge and Craigavon. 